# ストップ!! ひばりくん!
『ストップ!! ひばりくん!』は、江口寿史による漫画作品。『週刊少年ジャンプ』（集英社）誌上において1981年（昭和56年）45号から 1983年（昭和58年）51号まで多くの休載を挟みながら連載され、長期の中断を経て27年越しで完結した。1983年には東映動画によりアニメ化もされた江口の代表作の一つである。
母との死別をきっかけとしてヤクザの大空組に世話になる事となった高校生・坂本耕作と、事実を知らなければ美少女としか見えない大空組の長男・大空ひばりを中心とした日常生活を描いたラブコメディである。
江口の意図は、ヒロインを「女装した男の子」にする事によってギャグとし、ちゃかす事によって、当時少年誌で全盛を誇っていたラブコメのアンチテーゼとなりうるギャグ漫画を制作することにあった。

## 作品背景

### 連載までの経緯
本作は『ひのまる劇場』の次に当たる江口3作目となる連載作品である。
江口が『ひのまる劇場』を連載際していた当時は、少年誌でラブコメディが流行していた。江口は元々あだち充や柳沢きみおの作品を好いていたものの、これらの作品の二番煎じといえるほど程度が低い作品が連載されていることに不満を抱いていた。そこで、江口は「惚れた美少女が実は男で、主人公が困ってしまう」という漫画を描こうと考え、ヒロインをかわいく描けば描くほど周囲がパニックに陥り、物語が動くだろうと見込む。女装への認知度は低かった当時であったが、連載開始にあたり障害となったものはなかった。主人公の名前だけは変えてくれと言われ、「美空ひばり」であったものが「大空ひばり」になったという。タイトルは関谷ひさしの『ストップ!にいちゃん』に由来する。また、連載当時江口は『イラストレーション』という雑誌を読んでいたが、イラストの手法は躍動感のあるギャグ漫画には不向きだったため、扉絵で同誌から学んだ手法などを試していた。ひばりの容姿服装についてはファッション誌『エムシーシスター』を参考にしていた。

### 連載打ち切りへ
当初はオカマキャラを前面に出したギャグ漫画として考えていたが、ひばりくんを可愛く描けば描く程ギャグとなる事に気付き、出来る限りの可愛さでひばりくんを描くようになる。その反面、可愛く描きすぎたことによって、「ひばりくん」というキャラクターが超人的存在として一人歩きを始め、情けない行動を取らせられなくなり行き詰まるようになる。また可愛く描く事を含めた絵へのこだわりがアシスタントの使用を困難にして原稿の完成が遅れ、1話を1週間で完成させる事ができなくなっていった。江口は隔週での連載を希望するが、西村繁男が編集長を務める当時の編集部には受け入れられず、その結果、落稿や休載が目立つようになっていく。このことは劇中にも表れており、序盤で唐突に本編とは何の関係も無い話を描いてページを埋めていた。
このような事情とは裏腹に連載時の人気は非常に高く、巻頭カラーやパートカラーなどの回数も多く充てられており、掲載順位も常に上位であった。
ジャンプ・コミックス版の最後に収録された「メイキング・オブ・ひばりくん!」では、終始一貫して江口が締切を守れない言い訳ともとれる内容 が描かれており、最後には製作現場が崩壊した挙句、お粗末な原稿の仕上がりを詫びる担当と怒り心頭の編集長の傍らで「いきのいいネタを探しに千葉の勝浦に行く」と江口が逃げ出している。実際に、江口が連載を投げ出し、締め切り日に逃亡した事から、編集部も打ち切りという形で連載終了を決定した。本作は江口が『週刊少年ジャンプ』で連載した最後の作品となっている（2020年時点）。
2020年7月放送の『漫道コバヤシ』に出演した際にも、本人の口から当時の経緯の一部が語られた。毎週締め切りに追われ、遂には翌日まで5ページを仕上げなければ間に合わない状況に追い込まれた。到底無理と判断した本人は仕事場から逃走し、締め切り時間が過ぎるまでホテルに潜伏してやり過ごした。翌日「もう終ったな」と覚悟の上で自宅に戻ると、西村編集長自らの電話があり「おう、出てこいや」と編集部への出頭を要求。そして会議室で話し合いが持たれた。本人は改めて週刊連載の限界を訴え、隔週もしくは月刊連載への変更を要望する。同時期にTVアニメも放送中のデリケートな時期であったが、厳格で知られる西村編集長はそれを許さず「うちでは面倒見きれないので、それなら余所でやってくれ」と突き放し、連載打ち切りの降板が決まった。
また、2021年7月の朝日新聞とのインタビューの中でも、同様の経緯が語られており、その際、最終回となった原稿はネームができていたものの、締め切りまで約1日しかなかったことが明かされた。

### 完結まで
1983年以来、本作は未完のままの状態であり、連載末期の分も長らく単行本未収録の状態（後記）が続いていた。本作は江口が連載を放棄してそのまま未完となった最初の作品とみなされていた。2005年、『SIGHT』 Vol.23に「2005年のひばりくん」が掲載された。2007年のインタビューで、江口は他の作品の続編への意欲を示したが、本作の続編執筆に関しては「ひばりくんは難しいけど」と否定的な発言をした。2007年、『週刊少年ジャンプ』時代の江口作品をまとめた総集編『江口寿史 JUMP WORKS』の第1巻、『江口寿史 JUMP WORKS 1 ストップ!! ひばりくん!』の表紙用に新たにひばりが描き下ろされた。
再開を望む読者の声は多く、江口は彼らに向けて何らかの意思表示をする必要を感じていた。2009年より、加筆修正と再編集を加えた『ストップ!! ひばりくん! コンプリート・エディション』が刊行を開始、表紙を江口が描き下ろした。そして、2010年2月27日に発売された『コンプリート・エディション』最終巻（第3巻）では、ラスト5ページが加筆された最終話の完全版が収録された。これにより未完であった本作が27年越しで完結した。ただしこれは未完部分だったオチを完全にしたものであって、物語全体が完走した訳ではなかった。
完結を受けて「男の娘」専門誌『おと☆娘』に江口のインタビュー記事が掲載された。江口は続編について問われ、「続編を描くとしたら、突っ込んで描かないといけない感じがするんですよね」としつつ、次のようなアイデアを語っている。
江口としては本編の続きをそのまま描くつもりはなく、描くにしても『ストップ!! ひばりくん!』というタイトルではないとしている。後年『漫道コバヤシ』に出演した際も、「あくまで本作はギャグコメディであり、坂本耕作と大空ひばりの結末は当初から全く考えていない。ストップ!! ひばりくん!の世界観で二人を描けるのは高校卒業まで。それ以降を描くとしたら別の物語（設定）になるだろうな」と語っている。

## あらすじ
母を亡くし天涯孤独の身となった少年耕作は、遺言に従い、母の古い友人・大空いばりの家に身を寄せる事になる。しかし事もあろうに大空家は「関東極道連盟・関東大空組」、つまり弱小団体とはいえ暴力団であり、いばりはその組長だった。
身の危険を感じて逃げようとする耕作の前にとびきりの美少女が現れ、にっこりと微笑みかける。彼女に一目惚れしてしまった耕作は大空家で生活する決心をしたが、それが運の尽きだった。つばめ・つぐみ・すずめと美人ぞろいの大空家の姉妹の中で、耕作が最初に会った一番の美少女・ひばりは実は男だった。
ひばりは学校では女で通しており、ごく一部の者以外はその秘密を知らない。その上ひばりは耕作を好きになったそぶりを見せ、積極的にアタックしてくる。ひばりの引き起こす騒動に巻き込まれて耕作の気の休まる暇もない日々が続く。
ひばりの秘密に気づいた高円寺さゆりが口外しない代償として、耕作に自分とデートするよう要求した結果、他の者に目撃され、翌日学校で噂になるところでストーリーは一旦終わっている。

## 主な登場人物

### 大空組関係者
大空 ひばり（）
本作の主人公。耕作が大空家に越してきた直後から猛アタックをかける。一見美少女にしか見えないが大空家の「長男」であり、ひばりが男の子であることは家族や一部関係者以外には知られていない。知力体力とも抜群の優等生で、成績は常にトップ、才色兼備の学園のアイドルとして生活を送っている。なお、自身が男だという自覚は一応ある模様。
坂本 耕作（）
本作におけるもう一人の主人公であり語り部。成り行きで大空家の一員として生活することになる。アブノーマルなひばりのアタックに苦悩する、根は優しく一本気で純情な九州男児（熊本県出身）。強くなるためボクシングに入部し、マネージャーの可愛理絵が好きになる。お酒に弱く酒癖が悪く、その勢いでひばりの正体をばらそうとした事もある。ひばりを男の子とは知りつつも、次第に、ひばりを意識するようになる自分に戸惑うようになる。
大空 いばり（）
関東大空組組長にして大空四姉妹（?）の父親。組の唯一の跡取りであるはずのひばりの奇行に日々心労が絶えない。かつて耕作の母に惚れていたが、結婚相手がマタギと知って「自分は所詮ヤクザ。堅気のマタギには敵わない」と身を退き、彼女の死後孤児となった耕作を引き取る。心臓に持病があり、興奮し過ぎたり強いショックを受けると発作を起こし倒れるが、その都度怪しい薬（鎮静剤ではなく覚醒剤や自白剤など）を打たれ、奇行を起こすがいつの間にか回復している場面が多い。猫舌。
自白剤を間違えて打たれた時に『クックロビン』の殺害をほのめかしている（※『パタリロ!』からのアンサーギャグ）。
大空 つぐみ（）
大空家長女。美人。駆け出しのイラストレーターで、早くに母親を亡くしている妹弟たちの母親代わりとして世話をしている。大空組と敵対する海牛組の組長の息子と恋に落ち、両家から猛反対され駆け落しようとするが、相手が実家を恐れ待ち合わせ場所に来ずに逃げ出した上、親が勧めた他の女性と結婚してしまい、失恋してしまう。
大空 つばめ（）
大空家次女で、ひばりの2歳年上の美人。ヘアスタイルと目の色以外はひばりと瓜二つだが、男子生徒にもてている様子はない。ひばりが女の子として学校に通うのを苦々しく思っているが、男だと知れると自分も迷惑を被るので、身体検査などでひばりの正体がバレそうになると、変装して身代わりをしている。
大空 すずめ（）
大空家三女。おませな小学生。ヒラメ顔の男を見ると泣き出す。いばりが発作を起こすと怖がって泣き、いばりは死んだら地獄に落ちると思っている。
サブ
関東大空組若頭。つぐみに惚れている。非常な男気の持ち主で、つぐみにも想いを打ち明けず、無骨ながら見守っている。
政二（）
関東大空組組員。強面だが気が小さく喧嘩も弱い。耕作及び大空家の世話係として行動。朝、奇抜な格好で耕作を目覚めさせ、驚かす事を生き甲斐にしている。
ひばりの母
関東大空組先代組長の一人娘でつぐみに似ている。いばりを婿に取る。いばりに耕作の母・春江の写真をおさめるアルバムを贈るなど、心優しい女性。すずめを生んでからまもなく他界する。

### その他
椎名 まこと（）
耕作とひばりのクラスメイトで、ひばりに惚れている（ひばりが男だとは知らない）。そのため耕作に何かと因縁をつけてくる。ボクシング部に所属しており、当初は耕作よりも強かったが、徐々に差を詰められるようになっている。最後には耕作とサシの漢の対決を挑んだ。
家の中でも靴を履いたまま生活しており（この嗜好は父譲り）、母親からは「畳の上に靴で上がるな」と怒られている。
可愛 理絵（）
耕作と椎名が所属するボクシング部の美人マネージャー。耕作が一目惚れをするが、理絵自身は椎名に恋心を抱いている。しかしボクシング部の合宿で椎名が理絵に対し全く興味を持っていない事実を知り、合宿後より部活動に姿を見せなくなった。ませた弟がいる。
梶 みつを（）
つばめの同級生で、つばめに強引に迫ってくる暑苦しい男（その行動はほとんどストーカー）。ボクシング部キャプテン。2人の弟と妹がいるが、全員同じ顔をしている。ペットのチャッピィ（犬）も同じ顔。卒業後もOBを名乗り、事あるごとに顔を出す。登場の際には勢いよく右手の掌を見せる癖がある。
花園 かおり（）
耕作やひばりのクラスメイト。ひばりが学園中の注目と人気を集めていることを妬み、3人の仲間とともに、何かとひばりにイジワルを仕掛けてくる。本人いわく陰険さには自信あり。一時ひばりを男だと疑っていたが、ひばりに変装したつばめが彼女の前で胸を見せた事でその疑惑を捨てる。
犬井 犬子（）
耕作やひばりのクラスメイトで、花園かおりの取り巻きの一人。アニメ版では「花子」という名前になっていて、政二との淡いラブロマンスがあったりしている。
鳳 ジュン（）
女子バレー部の美人キャプテンで、女生徒たちから憧れを抱かれている。実は同性愛者で、ひばりに惚れている。宝塚系な母とハードゲイな3人の兄がいる。
呉井寺 やすあき（）
呉井寺会親分のひとり息子。通称ヤックン。太っていて頭が大きく、唇が厚く、歯が数本抜けている。ドカベン香川に似ていて、裸の大将風のしゃべり方をする。親分に甘やかされ、言動はお茶目な坊やだが、実は28歳。ひばりとの結婚を希望しており、親分が手先に耕作を脅迫させるが、これを知ったひばりが軽機関銃を携えて自宅に乗り込み威嚇射撃で逆襲、「耕作に手を出したら許さない」と釘を刺す。
本田 拓人（）
耕作やひばりのクラスメイト。その美貌で、数多くの女の子をナンパで落とすことを生き甲斐とし、高校に入学してから998.5人（「ナンパする気が無くたまたま目があっただけの5歳の幼女」は「0.5人」と計上）ナンパしたと豪語している。ナンパの際にはなぜか目つきや前髪がコロコロ変わる。1000人目のターゲットとしてひばりを狙うも、ひばりが全く興味を示さず、本田は人生初のナンパ失敗を味わうこととなる。
ひばりを狙い続けるが尽く失敗に終わり、最後には本田とひばりが付き合っているかのような学校新聞を捏造する。その身勝手な行動からひばりの反感を買い、ひばりは仕返しとして耕作と更にいちゃつくようになる。
初登場時、耕作から「しかし同じクラスに君みたいなのがいたとは知らなかった」という指摘を受けた際に「なにしろ作者がいい加減だからね」という愚痴をこぼしている。
鈴木銭馬（）、山羽佐利庵（）
本田とともに、若葉学園スケコマシトリオ。3人は呼ばれていないにも関わらず大空組の年忌兼クリスマスパーティーに出席した。山羽の父は坊主をしており、大空家の年忌も務めたが、組長を除きクリスマスパーティしかする気のない大空組を見限り、途中から仕事を放り出し、勝手にクリスマスパーティを始めてしまった。
岩咲 ひろみ（）
ひばりと耕作の担任教師。任侠映画にはまっている。
天地先生（）
暑苦しい体育教師。岩咲先生のことが好き。
高円寺 さゆり（）
豪邸に住む、わがままなお嬢様。椎名の中学時代の後輩。黒龍高校ボクシング部員に絡まれていたのを助けてくれた耕作に惚れて、身辺を探偵を使って探っているうちにひばりの秘密を知る。耕作よりも1学年下だが強引に同じクラスに転入し、「私はオカマじゃない。こんな異常な環境からあなたを救いたい」と自分の乳房に着衣越しに触れさせたりとこれまた強引にアタックする。活字でしか解らないギャグを吐く事がある。「『薬師丸ひろ子に似ている』とよく言われる」が口癖。
アニメでは若葉学園への転入はなく、再度不良に絡まれた際に助けてくれた梶みつをに気持ちが移り、耕作への想いをあっさりと忘れる。
白智 小五郎（）
高円寺さゆりに雇われた探偵。ひばりの秘密を探り、さゆりに報告する。『ひのまる劇場』の初期の主人公。
理事長（）
本名はジョー明石。若葉学園の理事長。若い頃は「いばり」と台風三人組と呼ばれた極道者。ひばりが男だという事も知っているが、その事を指摘した白智小五郎に対し、「個人の趣味の問題」と相手にしていない。お風呂好き。
江口"Candy"寿史（）
本作の作者である江口寿史本人。通称「先ちゃん」。サングラスを着用した天然パーマに肥満体質が目立つ男性だが、作者曰く「本物はこんなに太っていない」とのこと。本編のあちこちで顔を出し注釈を入れることもあるが、基本的にはページを埋めるための無意味なギャグや白いワニに襲われる錯覚を起こす事が多い。結局は本編の妨害をしていることがほとんどであることから担当からツッコミを入れられたり暴行を受けるオチがつく事がほとんど。
締切を守れなかったため江口本人が坊主頭になった際も、彼も同じく坊主頭になっていた。
JC版最終回では都合上、主役になっている。
河野"ハニーチェリー"哲郎（）
江口のアシスタント。趣味はロックバンドのようで、時折佐野元春の「Happy Man」を口ずさむ。基本的にツッコミ役。暇が多いらしく、どこでも寝られるという特技を持つ。
高橋"トド"俊昌（）、奥脇 三雄（）、中平 信（）
歴代の江口の担当達。締切を守れない江口に振り回されてばかりで、かなり苦労している模様。
中平以前の担当は、過労や精神的ショック等が災いし全員死去した設定になっている。
白いワニ
未完成の「白い原稿」を象徴する存在で、作者・江口の周囲に幻覚のように現れ、彼を苦しめる。アニメ版においては、大空いばりの精神状態が憤った際にテーマ曲と共に出現する。

## テレビアニメ
1983年5月20日から1984年1月27日まで、フジテレビで金曜日19:00 - 19:30枠に於いて放送された。全35話。元々原作のストックが少なかった為、すぐに原作のエピソードを使い切ってしまい、後半は他の江口作品のストーリーを転用したり、アニメ側のスタッフが作ったオリジナルストーリーを制作している。また原作よりもラブコメテイストが強めに描かれている。2003年、全話収録のDVDボックスセットが発売された。なお、アニメ内で描かれる電柱には練馬区（東映動画の所在地）の住所表示がある。

### 声の出演
- 大空 ひばり - 間嶋里美
- 坂本 耕作 - 古谷徹
- 大空 いばり - 八奈見乗児
- 大空 つぐみ - 平野文
- 大空 つばめ - 色川京子
- 大空 すずめ - 鈴木富子
- 若頭 サブ - 若本紀昭
- 子分 政二 - 西尾徳
- 椎名 まこと - 森功至
- 春江（耕作の母） - 池田昌子
- 龍作（耕作の父） - 塩屋浩三
- 岩咲 ひろみ - 川島千代子
- 素張田 辰五郎（通称・スパルタの辰） - 大塚周夫（第2話登場）
- 花園 かおり - 中野聖子
- 花子 - 上村典子
- みちこ（花園かおりの取り巻きでポニーテールの女性） - 高木ゆう子
- ナオコ（花園かおりの取り巻きでショートカットの女性） - 島津博美
- 番長 - 佐藤正治（第3話登場）
- 梶 光男 - 塩屋浩三
- 可愛 理絵 - 鶴ひろみ（第4・5話登場）
- 海牛 文太（海牛組組長の息子） - 塩沢兼人（第6話登場）
- 文太の父（海牛組組長） - 雨森雅司（第6話登場）
- 素張田 小辰（素張田 辰五郎の息子） - 古川登志夫（第7話登場）
- 片桐（すずめの友達） - 坂本千夏（第8話登場）
- 板垣 大助（耕作の親友） - 三ツ矢雄二（第10話登場）
- 天地先生 - 田中秀幸（第13話登場）
- ウルトラ親分 - 田中康郎（第13話登場）
- 仮面親分 - 田中亮一（第13話登場）
- 則巻親分 - 佐藤正治（第13話登場）
- 呉井寺親分 - 青野武（第13話登場）
- 呉井寺 やすあき（通称・ヤックン） - 八代駿（第13話登場）
- 本田 進 - 田中和実（第14話登場）
- 鈴木 兵介 - 広森信吾（第14話登場）
- 山羽 珍庵 - 小滝進（第14話登場）
- 高倉 裕次郎 - 龍田直樹（第16話登場）
- 龍作 - 郷里大輔（第17話登場）
- 大曽根 - 矢田耕司（第17話登場）
- パンサー横畑 - 中野聖子（第21話登場）
- ジャイアントリッパー - 上村典子（第21話登場）
- 珍間 おかし - 雨森雅司（第21話登場）
- 鳳ジュン - 三田ゆう子（第22話登場）
- ジュンの母 - 京田尚子（第22話登場）
- 一刀斎 - 塩屋浩三（第23話登場）
- ジャンケン強盗 - 大竹宏（第23話登場）
- 青田刑事 - はせさん治（第24話登場）
- 黒田刑事 - 青野武（第24話登場）
- 雪代 - 雨宮一美（第24話登場）
- 玉城 - 蟹江栄司（第24話登場）
- 老婆 - 鈴木れい子（第24話登場）
- 川鼻 広 - 塩沢兼人（第25話登場）
- リバヒィ - 山本百合子（第25話登場）
- 酋長 - 田中康郎（第25話登場）
- ジェロニモ - 佐藤正治（第26話登場）
- 仁吉 - 大竹宏（第26話登場）
- 虎造 - 青森伸（第26話登場）
- 文子 - 武藤礼子（第27話登場）
- 森田 健作 - 塩沢兼人（第28話登場）
- 鈴木 すし丸（影の大番長） - 龍田直樹（第28話登場）
- 高円寺 さゆり - 山本百合子（第29話登場）
- 白智 小五郎 - 宮内幸平（第29話登場）
- 金田 金助 - 滝口順平（第30話登場）
- 執事 - はせさん治（第30話登場）
- ハンセン石松 - 佐藤正治（第32話登場）
- 看護婦 - 頓宮恭子（第34話登場）
- 梶の母 - つかせのりこ（第34話登場）

### スタッフ
- 企画 - 岡正（フジテレビ）、横山賢二（東映動画）
- 原作 - 江口寿史
- 音楽 - 西村耕次
- キャラクターデザイン - 兼森義則
- 美術デザイン - 椋尾篁、窪田忠雄
- シリーズディレクター - 久岡敬史
- プロデューサー - 大野清
- 製作担当 - 佐々木章
- 特殊効果 - 岡田良明、中島正之、石橋康全、北村喜久子、熊井芳貴
- 撮影 - 白井久男、菅谷英夫、佐野禎史、佐藤隆郎
- 編集 - 吉川泰弘
- 録音 - 池上信照
- 効果 - 原田千昭
- 選曲 - 白井多美雄
- キャスティング協力 - 青二プロダクション
- 演出助手 - 堀川和政、江幡宏之、松沢正一
- 製作進行 - 鈴木元、森田正男
- オーディオディレクター - 本田保則
- 記録 - 池田紀代子
- 現像 - 東映化学
- 制作 - フジテレビ、東映

### 主題歌
オープニングテーマ「ストップ!! ひばりくん!」
作詞 - 伊藤アキラ / 作曲・編曲 - 小林泉美  / 歌 - 雪野ゆき
エンディングテーマ「コンガラ・コネクション」
作詞 - 伊藤アキラ / 作曲・編曲 - 小林泉美  / 歌 - 星野アイ
上記2曲を収録したEPレコードは、キャニオン・レコード（現在のポニーキャニオン）から発売された。2曲とも後にCD化されている。オープニングテーマは大杉久美子によるカヴァーバージョンが存在する。なお、「コンガラ・コネクション」のギターは、当時まだ無名だった布袋寅泰がスタジオ・ミュージシャンとして演奏している。

### 各話リスト
| 話数 | 初回放送日     | サブタイトル                       | 脚本       | (絵コンテ) 演出       | 作画監督 | 美術       |
| ---- | -------------- | ---------------------------------- | ---------- | --------------------- | -------- | ---------- |
| 1    | 1983年 5月20日 | 彼女!?はアイドル!                  | 柳川茂     | (今沢哲男) 久岡敬史   | 伊東誠   | 椋尾篁     |
| 2    | 5月27日        | 特訓!スパルタの辰                  | 浅野佑美   | (笹川ひろし) 池田裕之 | 兼森義則 | 窪田忠雄   |
| 3    | 6月3日         | ばれた!?みられた!?                 | 土屋斗紀雄 | 川尻善昭              | 富沢和雄 | 椋尾篁     |
| 4    | 6月10日        | リングサイドの恋                   | 戸田博史   | 石黒育                | 松本清   | 窪田忠雄   |
| 5    | 6月17日        | 失恋は夏ミカンの味?                | 柳川茂     | 山吉康夫              | 河村信道 | 窪田忠雄   |
| 6    | 6月24日        | ああ!!ロミオとジュリエット         | 筒井ともみ | (笹川ひろし) 高山秀樹 | 八島善孝 | 窪田忠雄   |
| 7    | 7月1日         | 吹けよ風!小辰の逆襲!!              | 浅野佑美   | 今沢哲男              | 香西隆男 | 鹿野良行   |
| 8    | 7月8日         | 身代わりデート作戦                 | 戸田博史   | 池田裕之              | 香西隆男 | 鹿野良行   |
| 9    | 7月15日        | すずめのボーイフレンド             | 柳川茂     | 高山秀樹              | 梅津泰臣 | 窪田忠雄   |
| 10   | 7月22日        | 愛のレッスンA・B・C                | 首藤剛志   | 石黒育                | 松本清   | 鹿野良行   |
| 11   | 7月29日        | 海辺のパニック!                    | 土屋斗紀雄 | 山吉康夫              | 河村信道 | 窪田忠雄   |
| 12   | 8月5日         | 青春はきもだめし!                  | 浅野佑美   | 高山秀樹              | 横山健次 | 鹿野良行   |
| 13   | 8月12日        | ひばり大勝負入ります!!             | 戸田博史   | 今沢哲男              | 香西隆男 | 河野尋美   |
| 14   | 8月19日        | ドキ!ドキ!三角関係                 | 柳川茂     | 久岡敬史              | 兼森義則 | 窪田忠雄   |
| 15   | 8月26日        | 政二さんの熱い一日                 | 土屋斗紀雄 | 池田裕之              | 梅津泰臣 | 鹿野良行   |
| 16   | 9月2日         | つぐみのセカンドラブ!              | 戸田博史   | 今沢哲男              | 香西隆男 | 窪田忠雄   |
| 17   | 9月9日         | ㊙父さんのロマンアルバム!          | 筒井ともみ | (福島和美) 久岡敬史   | 伊東誠   | 鹿野良行   |
| 18   | 9月16日        | いちゃついて!ラブラブラブ          | 柳川茂     | 山吉康夫              | 河村信道 | 伊藤豊     |
| 19   | 9月23日        | 探せ!マフィアの花嫁                | 戸田博史   | (笹川ひろし) 新田義方 | 西城隆詞 | 鹿野良行   |
| 20   | 10月7日        | おひかえなすって!家庭訪問          | 土屋斗紀雄 | 久岡敬史              | 兼森義則 | 伊藤豊     |
| 21   | 10月14日       | 女子プロレス!理絵VSひばり          | 柳川茂     | 池田裕之              | 今沢恵子 | 鹿野良行   |
| 22   | 10月21日       | うるわし!学園タカラヅカ            | 戸田博史   | (笹川ひろし) 新田義方 | 西城隆詞 | 窪田忠雄   |
| 23   | 10月28日       | 本日開店!くりから探偵物語          | 柳川茂     | 笠井由勝              | 伊東誠   | 鹿野良行   |
| 24   | 11月4日        | 恐ろしか!!南の島の怪奇事件         | 戸田博史   | 山吉康夫              | 河村信道 | 伊藤豊     |
| 25   | 11月11日       | ヤシの木陰で恋じゃらホイ!!         | 戸田博史   | 久岡敬史              | 兼森義則 | 鹿野良行   |
| 26   | 11月18日       | お祭りこわい!野球もこわい!!        | 土屋斗紀雄 | 新田義方              | 西城隆詞 | 伊藤豊     |
| 27   | 11月25日       | いばりの純愛一曲線!?               | 柳川茂     | 池田裕之              | 今沢恵子 | 鹿野良行   |
| 28   | 12月2日        | 悪い子団がやってきた!              | 戸田博史   | 江幡宏之              | 水村十司 | 窪田忠雄   |
| 29   | 12月9日        | ひろ子そっくり!恋の爆弾娘!!        | 戸田博史   | 新田義方              | 西城隆詞 | 鹿野良行   |
| 30   | 12月16日       | 怪盗マウスキッドに御用心!!         | 柳川茂     | 山吉康夫              | 河村信道 | 伊藤豊     |
| 31   | 12月23日       | みんな呼んでメリー誕生日!!         | 柳川茂     | 久岡敬史              | 兼森義則 | 鹿野良行   |
| 32   | 1984年 1月6日  | おとぎSF!?枕の源氏ひばり絵巻       | 戸田博史   | 池田裕之              | 今沢恵子 | 窪田忠雄   |
| 33   | 1月13日        | 大混線!!ひばりが耕作・耕作がひばり | 戸田博史   | 新田義方              | 西城隆詞 | 鹿野良行   |
| 34   | 1月20日        | ゴッホン!昭和の沖田くん!!          | 柳川茂     | 久岡敬史              | 兼森義則 | 峰村るみ子 |
| 35   | 1月27日        | 超人ひばり?!時をかける!!           | 土屋斗紀雄 | 山吉康夫              | 河村信道 | 鹿野良行   |

### 放送局
キー局・制作局であるフジテレビではローカルセールス枠で放送されたことから、フジテレビ系列の基幹局でもテレビ西日本など放送されなかった局や、東海テレビ、関西テレビ等時差ネットした局があった。また、テレビ新広島では本放送終了後の1984年7月より放送が開始されたが、小学校・中学校の夏休み期間中の特別編成による集中放送であった。
テレビ新広島を除く放送日時は個別に出典が掲示されているものを除き、1983年9月中旬 - 10月上旬時点のものとする。
- フジテレビ（制作局）：金曜 19:00 - 19:30
- 北海道文化放送[注 14]：金曜 19:00 - 19:30（1983年5月20日 - 9月23日） → 月曜 19:00 - 19:30（1983年10月10日 - 1984年2月6日）[17]
- 青森テレビ：水曜 17:30 - 18:00
- 山形テレビ：木曜 17:30 - 18:00
- 仙台放送：金曜 19:00 - 19:30（時差ネット・1983年6月10日 - 1984年2月17日に放送）[18]
- 福島テレビ：日曜 7:30 - 8:00[19]
- 新潟総合テレビ：金曜 17:25 - 17:55
- 富山テレビ：木曜 17:20 - 17:50
- 石川テレビ：木曜 17:25 - 17:55、1984年放送[20]
- テレビ山梨：土曜 17:00 - 17:30（1984年2月頃）[21]→日曜 17:00 - 17:30（1984年4月頃）[22]
- テレビ静岡：金曜 19:00 - 19:30
- 東海テレビ：日曜 10:30 - 11:00（1983年5月 - 9月） → 木曜 16:30 - 17:00（1983年10月 - 12月） → 金曜 16:30 - 17:00（1984年1月 - 2月）
- 関西テレビ：月曜 19:00 - 19:30
- 山陰中央テレビ：月曜 19:00 - 19:30
- 岡山放送：金曜 19:00 - 19:30
- テレビ山口：木曜 17:00 - 17:30[23]
- テレビ愛媛：月曜 17:25 - 17:55
- テレビ高知：水曜 17:30 - 18:00
- サガテレビ：金曜 19:00 - 19:30
- テレビ長崎：金曜 17:30 - 18:00
- テレビ熊本：月曜 17:00 - 17:30

### DVD
- ストップ!! ひばりくん! DVDコレクション I（2003年2月26日、ユニバーサルミュージック）[24]
- ストップ!! ひばりくん! DVDコレクション II（2003年2月26日、ユニバーサルミュージック）[25]
- ストップ!! ひばりくん! DVD-BOX デジタルリマスター版（2014年9月26日、ベストフィールド）[26]

## 反響

### 売り上げ
テレビアニメの放映当時、家庭用ビデオデッキはまだそれほど普及しておらず、家庭内には厳しいチャンネル争いがあるのが一般であった。本作テレビアニメの裏番組には『ドラえもん』があり、1983年10月からは『銀河漂流バイファム』の放送が開始され、関東地方などでは同じ時間帯に『ひばりくん』『ドラえもん』『バイファム』が並ぶ状況となった。ライターの早川清一朗は、当時の状況を振り返って、「時代の最先端を行くジェンダー論を取り込んだアニメと『ドラえもん』。果たして子を持つ親はどちらを見せたがるかと言えば、それは『ドラえもん』になってしまいます。」と述べている。『ドラえもん』のために本作テレビアニメは視聴者獲得で苦戦することになった。

### 批評
精神科医の斎藤環は、本作は「女性的な外見と男性的な内面を対比させることで」大空ひばりとの「目まぐるしい日常」を実現しているものであるとし、異性装のキャラクターたちによる「服装倒錯の連続」として捉えることができると解説している。マンガ評論家の中野晴行は、大空ひばりが（本当は）少年であり、かつヤクザの跡取りでもあるという複合した設定が、本作をユニークで傑出したギャグマンガにしていると評し、この成功はまた、少女たちを単にかわいく描くだけでなく、いい味を持たせ、色気も醸し出せる江口の能力によるところが大きいとしている。（一般に）ひばりの繊細な描き方は、ギャグマンガであることを読者が忘れてしまうほど魅力的だとされている。ライターの島田一志は、80年代の空気感を見事に切り取りつつ、年月を経ても古びない時代を超越したクールな絵と評している。
雑誌『サイゾー』に寄稿した漫画評論家のJyamaoは、本作ではその全体的に軽快・ポップな文体のために、わいせつまたは不道徳な女装が生じておらず、テレビアニメがゴールデンタイムに放映できたのもそのためであろうと推測している。Jyamaoは、女装を伴うギャグと比べ、ヤクザの組員を取り巻くギャグは性質が極端であると指摘し、今日では薬物ネタを含む一部のギャグはユーモアとは受け取られないだろうと述べている。マンガ解説者の南信長は、高いファッションセンスを持つキャラクターを描いたパイオニアとして、本作の江口を賞賛している。南は、本作が少年漫画のファッションを「シンボル」から「アクセサリー」へと事実上変化させたと評している。江口の細部へのこだわりも賞賛しており、例えばある回で耕作がチャック・テイラー・オールスターズを履いている点を挙げている。

### 影響
『ガーディアン』紙はジャパン・ソサエティーの美術展を紹介した記事において、江口が『すすめ!!パイレーツ』や本作の創作を通じ、実質的にJ-POP現象全体への道を開いたとしている。中学時代に本作を読んだ『テガミバチ』の作者・浅田弘幸は、本作の新しいセンスに憧れ、絵にも影響を受けた。火浦功による小説『未来放浪ガルディーン』の主人公の一人は「大空ひばり」がモデルになっている。幾夜大黒堂『境界のないセカイ』は18歳になると「性別の選択」が可能になる世界を描いた漫画作品であるが、幾夜は第1巻の内田啓子編を本作や『プラナス・ガール』のフォーマットに準じて描いたと述べている。
島田一志は2020年の論稿において、大空ひばりが異性装者やゲイに対する差別や偏見を排除し、80年代の人々の認識を変えた原動力のひとつになったのではないかと述べている。江口も何人かの読者が本作に影響され女装を始めたと報告している。島田は、ギャグであるはずのひばりの女装が、実際は「あなたの好きなように生きればいい」というマイノリティへのメッセージになっており、読者に対し「マイノリティであることは悪いことではなく“個性”」という感覚を秘かに植えつけた可能性を指摘している。
江口本人は本作のような「オカマの面白さ」を扱った作品として、後に「BREAK DOWN」等を描いている。

### 男の娘の系譜における大空ひばり
おたく文化史研究家・吉本たいまつによれば、本作はその後の「男の娘」ブームの直接の先祖であるとされている。吉本は、江口が男女の描画コードを明示的に転倒させることでギャグを生み出している一方、そこにおいて「性別を越境する妖しい魅力」をも作り出していたと分析する。男性キャラクターに対して女性の描画コードを使い、受け手の認識を混乱させる試みは、吉本によれば手塚治虫の『リボンの騎士』にまで遡るとされ、本作では『リボンの騎士』より明確に「男の子でもかわいければ恋愛・性の対象にしてもよい」という視点が打ち出されているとされている。吉本は、描画コードの転倒は、その後も漫画表現の中に根付いて継続していったとし、奥浩哉『HEN』、小野敏洋『バーコードファイター』（ともに1992年）をその例として挙げている。
「オトコの娘年表」（『おと☆娘』VOL.7）の構成を担当した来栖美憂は、「オトコの娘文化」の始点はどこかと論じることから始めている。それによれば、江戸川乱歩の小林少年、横山光輝『伊賀の影丸』の影丸の女装の頃には、一部に熱狂的なファンがついていたという。そこへ「大きな一石を投じ」ることになったのが本作であるとし、「ひばりくんの可愛さは衝撃的であり、彼が近代女装美少年文化の始点という評価に異を唱える者はまずいないだろう」と断じている。一方で来栖は、『オトコノコ倶楽部vol.1』において本作を「女装系漫画のルーツ」とみなす認識に異を唱えている。ラブコメのアンチテーゼとして書かれた本作であるが、結局本作の流れを継いだのは『きまぐれオレンジ☆ロード』などのポップなラブコメであった。系譜を作り得なかった本作は、その意味において「ルーツ」とまでは言えないと述べている。『おと☆娘』における来栖の分析では、本作の流れは一旦少女漫画に受け継がれつつ、『バーコードファイター』で多くの児童の価値観を再び揺るがしたとされている。
漫画評論を行っている永山薫もまた、現在の男の娘漫画に直結する先駆的作品として本作を挙げている。家族が嘘をついて耕作をからかっているだけという可能性を指摘しつつ、「実は男の子なんだけど、本当は女の子かもしれない」という想像の余地を読者に残す本作の手法は、後の松本トモキ『プラナス・ガール』（2009年）に継承されたとしている。
一方、あしやまひろこは2015年の、本作を「男の娘作品」の古典として挙げた論稿において、大空ひばりには「男の娘」の本質の一部が欠けていたと分析している。あしやまはひばりを『プラナス・ガール』の主人公・藍川絆と比較し、「容姿と行動で男の主人公を翻弄する小悪魔」という点では通じるものがあるとしつつ、両者には決定的な違いがあると論じた。すなわち、大空ひばりは、主人公と家族以外の世間には女性として紹介され、かつ認知されている。また性同一性障害やオカマとして扱われる一面もあり、ポジションはギャグキャラクターである。対して藍川絆は、常に女装で生活していながら、性自認は一貫して男性であり、にもかかわらず学園中からアイドルとして扱われているのである（この点には永山も注意を与えている）。あしやまは『プラナス・ガール』では男の娘の可愛さが性別の範疇を超越するものとして表現されていると評し、両者の対比の中に80年代から現代に至るまでのパラダイムシフトを見出せるとしている。
『プラナス・ガール』などの後、男の娘ブームは収束に向かった。『オトコノコ倶楽部』の創刊者で、『オトコノコ時代』の編集長であった井戸隆明は、ブームの頃に面白いコンテンツがあまり出てこなかったことを衰退の原因の一つに挙げている。その上で、本作を次のように評価している。
井戸は、今後も大きな波は再びやってこないだろうと予測し、男の娘的なもののメルクマールといえるものは、結局、本作や『バーコードファイター』になるだろうとしている。

## 書誌情報
6度にわたって刊行されている。
最初に発行されたジャンプ・コミックス（JC）版の単行本には最後の4話が未収録であった。1991年に発売された完全版は、JC版に未収録だった4話のうち3話を収録したものの、連載最後の回は収録しなかった。最終回の収録は1999年の短編集『江口寿史の犬の日記、くさいはなし、その他の短篇』（KKベストセラーズ）が最初となる。その後2004年に発行された文庫版（ホーム社）はこの最終回も含んでおり、一応の全編収録となった。
『ストップ!!ひばりくん! コンプリート・エディション3』に最終話が加筆掲載された（前出）。なお第2巻（2009年）に単行本未収録の「Jの告白」のエピソードが初掲載された。
ただし、JC版の時点で、コマ割りに手を加える、『ジャンプ』掲載時の2話を1話にまとめ直すなど、大きく手を加えている話が多々あるため、未収録のページが存在する。
- ストップ!! ひばりくん!
  - 新書版（集英社）〈ジャンプ・コミックス〉
    1. 1982年11月15日初版発行 ISBN 4-08-851391-6
    2. 1983年3月15日初版発行 ISBN 4-08-851392-4
    3. 1983年6月15日初版発行 ISBN 4-08-851393-2
    4. 1984年1月15日初版発行 ISBN 4-08-851394-0

  - 完全版（双葉社）
    1. 1991年7月1日初版発行 ISBN 978-4-57-528113-2
    2. 1991年7月1日初版発行 ISBN 978-4-57-528114-9
    3. 1991年7月1日初版発行 ISBN 978-4-57-528115-6

  - 文庫版（双葉社）〈双葉文庫〉
    1. 1995年1月 ISBN 978-4-57-572018-1
    2. 1995年1月 ISBN 978-4-57-572019-8

  - コンビニコミック版（集英社）〈集英社ジャンプリミックス〉
    1. 2001年5月 ISBN 978-4-08-106030-6
    2. 2001年5月 ISBN 978-4-08-106036-8
    3. 2001年6月 ISBN 978-4-08-106042-9
    4. 2001年6月 ISBN 978-4-08-106048-1

  - 文庫版（発行：ホーム社・発売：集英社）〈ホーム社漫画文庫〉
    1. 2004年1月 ISBN 978-4-83-427289-5
    2. 2004年1月 ISBN 978-4-83-427290-1

  - ストップ!!ひばりくん! コンプリート・エディション（小学館クリエイティブ）
    1. 2009年7月16日初版発行 ISBN 978-4-77-803119-0
    2. 2009年10月16日初版発行 ISBN 978-4-77-803120-6
    3. 2010年2月27日初版発行 ISBN 978-4-77-803121-3
- 江口寿史の犬の日記、くさいはなし、その他の短篇（KKベストセラーズ） - 1999年2月5日初版発行 ISBN 4-58-419553-6
- 江口寿史 JUMP WORKS 1 ストップ!! ひばりくん!（発行：集英社インターナショナル・発売：集英社） - 2005年8月24日初版発行 ISBN 978-4-79-762001-6